# Ærøskøbings kommun
Ærøskøbings kommun var en kommun i Fyns amt i Danmark. Sedan 2006 ingår den i Ærø kommun.